# 의흥군
| Daedongyeojido (Gyujanggak) 16-02.jpg |
| Daedongyeojido (Gyujanggak) 17-02.jpg |

의흥군(義興郡)은 군위군 삼국유사면, 부계면, 산성면, 우보면, 의흥면에 있던 행정구역이다. 부군면 통폐합으로 군위군에 통합되었다.

## 연혁
의흥(義興)은 신라 때 구산현(龜山縣) 지역이었고, 고려 때 구산현과 부계현(缶溪縣)을 병합해 의흥군이 되었다. 이후 조선 1413년(태종 13)에 의흥현(義興縣)이 되었고 1895년(고종 32)에 대구부 소속 의흥군(義興郡)이 되었다. 1914년 군위군(軍威郡)에 병합되어 군위군 의흥면(義興面)으로 현재에 이르고 있다. 
지명의 유래는 신라시대에 구산현(龜山縣: 의흥의 옛 이름)의 지형이 거북이 엎드려 있는 형세이므로 이곳이 발전되지 않는다 하여 의롭게 발전하고 흥하라는 뜻에서 의흥으로 고쳤다고 한다.

## 1914년 이후
| 조선총독부령 제111호  |             |                                                |
| 구 행정구역           | 신 행정구역 | 신 행정구역                                    |
| 의흥군 현내면(縣內面) | 부계면      | 가호동, 창평동, 춘산동                         |
| 의흥군 부서면(缶西面) | 부계면      | 고곡동, 매곡동, 명산동, 신화동                 |
| 의흥군 부남면(缶南面) | 부계면      | 남산동, 대율동, 동산동                         |
| 의흥군 부동면(缶東面) | 산성면      | 무암동, 백학동, 봉림동, 삼산동, 운산동         |
| 의흥군 신남면(身南面) | 산성면      | 금양동, 원산동, 화본동, 화전동                 |
| 의흥군 중리면(中里面) | 의흥면      | 읍내동                                         |
| 의흥군 하리면(下里面) | 의흥면      | 수북동, 수서동, 이지동                         |
| 의흥군 파립면(巴立面) | 의흥면      | 신덕동, 매성동, 연계동, 지호동, 파전동         |
| 의흥군 내화면(乃化面) | 우보면      | 두북동, 나호동, 선곡동, 이화동                 |
| 의흥군 우산면(牛山面) | 우보면      | 문덕동, 모산동                                 |
| 의흥군 우보면(友保面) | 우보면      | 달산동, 미성동, 봉산동                         |
| 의흥군 소수면(小首面) | 고로면      | 괴산동, 인곡동, 장곡동, 학성동, 화북동, 화수동 |
| 의흥군 소야면(巢野面) | 고로면      | 가암동, 석산동, 낙전동, 양지동, 학암동         |